# Едвін Адольфсон
Густав Едвін Адольфсон (швед. Gustav Edvin Adolphson; 25 лютого 1893 — 31 жовтня 1979) — шведський кіноактор і кінорежисер, який зіграв понад 500 ролей. Дебютував у 1912 році. Він з'явився разом з Інгрід Бергман у фільмі «Тільки одна ніч» (1939), а також відомий своїми ролями у фільмі Änglar, finns dom? (1961), телевізійна версія « Hemsöborna» Августа Стріндберга (1966), а також роль Маркурелла в «Markurels i Wadköping» (1968). Він також зняв перший шведський звуковий фільм «Säg det i toner» у 1929 році.
Він був третім чоловіком актриси Гаррієт Боссе (1927—1932) і був батьком актриси Крістіни Адольфсон (нар. 1937) та автора пісень/композитора Улле Адольфсона (1934—2004). Адольфсон народився у Фюрінгстаді (лен Естерйотланд) і помер у Сульні, передмісті Стокгольма.

## Вибрана фільмографія
- Дикий птах (1921)
- Охорона Томаса Грааля (1922)
- Нові витівки Калле Андерссона (1923)
- Залицяльник з шосе (1923)
- Там, де спалахує маяк (1924)
- Летючий голландець (1925)
- Розповіді прапорщика Столя (1926)
- Вона єдина (1926)
- На Схід (1926)
- Запечатані губи (1927)
- Густав Васа (1928)
- Спокуса Янссона (1928)
- Тріумф серця (1929)
- Скажи це музикою (1929)
- Нас двоє (1930)
- Туга за морем (1931)
- Барвисті сторінки (1931)
- Корабель Ой! (1931)
- На півдорозі до раю (1931)
- Любов і дефіцит (1932)
- Сучасні дружини (1932)
- Дорогі родичі (1933)
- Що знають чоловіки? (1933)
- Чоловічий шлях з жінками (1934)
- Атлантична пригода (1934)
- Граф зі Старого міста (1935)
- Весільна подорож (1936)
- Йоган Ульфстерна (1936)
- Джон Ерікссон, Віктор з Гемптон-Роудс (1937)
- Російський грип (1938)
- Долар (1938)
- Розшук (1939)
- Лише одна ніч (1939)
- Злочин (1940)
- З тобою в обіймах (1940)
- Жінка на борту (1941)
- Життя триває (1941)
- Полум'я в темряві (1942)
- Генерал фон Дебельн (1942)
- Ніщо не забуте (1942)
- Шостий постріл (1943)
- Вона думала, що це він (1943)
- Якось настане світанок (1944)
- Шибеник (1945)
- Марія з Кварнгардена (1945)
- Чоловікова жінка (1945)
- Бажання (1946)
- Вечеря на двох (1947)
- Шляху назад немає (1947)
- Люди з долини Сімланг (1947)
- Шведський тигр (1948)
- Гра в прогульника (1949)
- Коли кохання прийшло в село (1950)
- Квартет, який розпався (1950)
- Первісток учителя (1950)
- Подорож у каструлі (1950)
- Вона танцювала лише одне літо (1951)
- Будинок дурості (1951)
- В обіймах моря (1951)
- Дзвінок кирки (1952)
- Одна наречена за раз (1952)
- Вождь Геінге (1953)
- Дорога до Клокріка (1953)
- Зачарована прогулянка (1954)
- Молоде літо (1954)
- Люди в темряві (1955)
- Дме літній вітер (1955)
- Одруження (1955)
- Єдиноріг (1955)
- Мій коханий (1955)
- Рай (1955)
- Вхід на сцену (1956)
- Пісня червоної квітки (1956)
- Маленьке гніздечко (1956)
- Лейла (1958)
- Коза в саду (1958)
- Примарна карета (1958)
- Бажання серця (1960)
- Хороші друзі та вірні сусіди (1960)
- День весілля (1960)
- Любовні товариші (1961)
- Шведська шлюбна ніч (1964)